# Piero Bigongiari
Piero Bigongiari (né le 15 octobre 1914 à Navacchio, une frazione de Cascina, et mort le 7 octobre 1997 à Florence) est un poète italien du XXe siècle. Il faisait partie du groupe des hermétiques florentins, avec Mario Luzi et Oreste Macrì.

## Biographie
Piero Bigongiari obtient une laurea auprès de l'université de Florence, une thèse sur Giacomo Leopardi débattue avec Attilio Momigliano. Il enseigne l'histoire de la littérature italienne moderne et contemporaine et rejoint le groupe des « hermétiques florentins » comportant entre autres Mario Luzi et Oreste Macrì.
Piero Bigongiari collabore avec de nombreuses revues littéraires, dont Campo di Marte et Letteratura.
Après sa mort, son épouse, Elena Ajazzi Mancini, fait don de sa bibliothèque comportant plus de 6 000 volumes à la Biblioteca San Giorgio de Pistoia.

## Œuvres
- La figlia di Babilonia, Florence, 1942
- Studi (Essais), Florence, 1946
- L'elaborazione della lirica leopardiana (Essais), Florence, 1947
- Rogo, Milan, 1952
- Il senso della lirica italiana e altri studi (Essais), Florence, 1952
- Testimone in Grecia, en collaboration de Giovanni Battista Angioletti (prose), Turin, 1954
- Il corvo bianco, Milan, 1955
- Le mura di Pistoia (1955-1958), Milan, 1958
- Vento d'ottobre (traduction), Milan, 1961
- Leopardi (Essai), Florence, 1962
- Dove finiscono le tracce (1984-1996), Florence, 1996

## Sources
- (it) Cet article est partiellement ou en totalité issu de l’article de Wikipédia en italien intitulé « Piero Bigongiari » (voir la liste des auteurs).